# Championnat du monde de rink hockey masculin 1962
Navigation
Championnat du monde masculin 1960 Championnat du monde masculin 1964
Le 15e Championnat du monde de rink hockey masculin s'est déroulé en 1962 à Santiago, au Chili.
Le Portugal remporte à cette occasion sa neuvième couronne mondiale.

## Déroulement
L'attribution du championnat s'est fait au cours du championnat d'Europe de 1961. 
En raison du changement d'horaire de l'avion devant amener les équipes européennes, le début du championnat est retardé de quatre jours. L'équipe Suisse doit d'abord rejoindre Rome d'où décolle son avion à destination de Rio de Janeiro. La compétition se déroule au stade Nathaniel de Santiago. 
L'équipe suisse est composé des gardiens Gilbert Bolliger (UGS) et Raymond Barbey (Montreux), des défenseurs Roland Spillman (Rollsport), Tony Marcante (Genève), Marcel Monney (Montreux), des avants Mcihel Laubscher, Roger Liechti, JP Rieder (Montreux), Willy Lehmann (Genève) avec Henri Millasson (Montreux) comme entraineur-joueur.
Lors de la première journée, l'argentine est défait par l'Italie. La Suisse l'emporte face à l'Allemagne,, puis face à la Hollande. Le Chili perd contre le Portugal par dix buts contre deux.
Le Portugal remporte la compétition.

## Résultats
| Rang | Équipe    | Pts | J | G | N | P | Bp | Bc | Diff |  | Résultats |  |     |     |     |     |      |     |      |      |      |
| ---- | --------- | --- | - | - | - | - | -- | -- | ---- |  | --------- |  | --- | --- | --- | --- | ---- | --- | ---- | ---- | ---- |
| 1    | Portugal  | 16  | 9 | 7 | 2 | 0 | 60 | 9  | +51  |  | Portugal  |  | 2-2 | 0-0 | 5-0 | 9-1 | 10-1 | 7-1 | 10-2 | 11-2 | 6-0  |
| 2    | Italie    | 15  | 9 | 6 | 3 | 0 | 28 | 15 | +13  |  | Italie    |  |     | 2-1 | 3-3 | 3-0 | 4-2  | 2-1 | 4-1  | 6-3  | 2-2  |
| 3    | Espagne   | 15  | 9 | 7 | 1 | 1 | 33 | 8  | +25  |  | Espagne   |  |     |     | 5-2 | 4-0 | 2-1  | 5-2 | 2-1  | 7-0  | 7-0  |
| 4    | Suisse    | 10  | 9 | 4 | 2 | 3 | 30 | 34 | -4   |  | Suisse    |  |     |     |     | 5-1 | 4-3  | 7-3 | 8-1  | 4-4  | 4-2. |
| 5    | Argentine | 10  | 9 | 5 | 0 | 4 | 21 | 27 | -6   |  | Argentine |  |     |     |     |     | 4-0  | 2-1 | 3-2  | 8-3  | 2-0  |
| 6    | Uruguay   | 7   | 9 | 3 | 1 | 5 | 16 | 30 | -14  |  | Uruguay   |  |     |     |     |     |      | 1-1 | 3-2  | 1-0  | 4-3  |
| 7    | Pays-Bas  | 6   | 9 | 2 | 2 | 5 | 21 | 30 | -9   |  | Pays-Bas  |  |     |     |     |     |      |     | 3-3  | 4-2  | 5-1  |
| 8    | Chili     | 5   | 9 | 2 | 1 | 6 | 25 | 30 | -5   |  | Chili     |  |     |     |     |     |      |     |      | 4-1  | 2-3  |
| 9    | Brésil    | 3   | 9 | 1 | 1 | 7 | 21 | 49 | -28  |  | Brésil    |  |     |     |     |     |      |     |      |      | 6-4  |
| 10   | Allemagne | 3   | 9 | 1 | 1 | 7 | 15 | 38 | -23  |  | Allemagne |  |     |     |     |     |      |     |      |      |      |